# Interfaccia a giunzione liquida
In spettrometria di massa l'interfaccia a giunzione liquida, o semplicemente giunzione liquida è un'interfaccia tra elettroforesi capillare e spettrometria di massa. È nota anche con il nome inglese liquid junction interface.

## Meccanismo
Si fa un'interruzione nel capillare minore di 30 µm, immersa nel liquido di make-up sottoposto al voltaggio elettrospray. Il flusso passa l'interruzione e prosegue verso la sorgente elettrospray pneumaticamente assistita (o altri tipi di sorgente).